# Peucetia madagascariensis
Peucetia madagascariensis es una especie de araña lince del género Peucetia, de la familia Oxyopidae, orden Araneae. Fue descrita por Vinson en 1863.
Se distribuye por África: Comoras, Mayotte y Madagascar. Fue publicada en Aranéides des îles de La Réunion, Maurice et Madagascar. Librairie Classique Eugène Belin, 337 pp., Pl. 1-, 14.